# Rose Thomas (rugby)
Rose Thomas (29 de novembro de 1988) é uma jogadora de rugby sevens francesa.

## Carreira
Rose Thomas integrou o elenco da Seleção Francesa Feminina de Rugbi de Sevens, na Rio 2016, que foi 6º colocada.